# Santa Catarina Ixtepeji
Santa Catarina Ixtepeji är en ort i Mexiko.   Den ligger i kommunen Santa Catarina Ixtepeji och delstaten Oaxaca, i den sydöstra delen av landet, 400 km sydost om huvudstaden Mexico City. Santa Catarina Ixtepeji ligger 1 895 meter över havet och antalet invånare är 777.
Terrängen runt Santa Catarina Ixtepeji är huvudsakligen kuperad, men norrut är den bergig. Runt Santa Catarina Ixtepeji är det glesbefolkat, med 10 invånare per kvadratkilometer. Närmaste större samhälle är San Juan Atepec, 18,0 km norr om Santa Catarina Ixtepeji. I omgivningarna runt Santa Catarina Ixtepeji växer huvudsakligen savannskog.